# Igazságügyi palota (Kolozsvár)
A kolozsvári igazságügyi palota a Hunyadi (románul Ștefan cel Mare) tér és a Honvéd (Dorobanților) utca sarkán található. A romániai műemlékek jegyzékében a CJ-II-m-B-07316 sorszámon szerepel.

## Leírása
Az épület szabálytalan négyszög alakú, 13 belső udvarral, amelyek biztosítják a helyiségek világítását és szellőzését. Két bejárata van, az északi és a nyugati oldalon. Mindkét homlokzatot négy dór oszlop díszíti, amelyek az első emeleti erkélyt támasztják. A homlokzat díszítő elemek terrakottából és magyarvistai kőből készültek. A nyugati homlokzatot egy 9 m széles, 29 m hosszú és 8,6 m magas kupola fedi.

## Története
1898-1902 között épült, eklektikus stílusban, Wagner Gyula tervei alapján és 1902. október 13-án avatták fel. A tér felé néző fő szárnya, homlokzatán Iustitia szobrával az ítélőtáblának és a főügyészségnek nyújtott otthont, a másik szárnyán a járásbíróság és a törvényszék helyezkedett el.
Az épület Hunyadi tér felőli szárnyát 1956 áprilisában a Városi Művelődési Ház kapta meg, majd 1968 augusztusában az egyetem közgazdasági kara. Az idők folyamán az épület időszakosan több intézménynek is helyet adott (megyei könyvtár, Kriterion Könyvkiadó, közjegyzőség stb.). A Honvéd utcai szárny ma is eredeti rendeltetésének megfelelően működik.
A Honvéd utcai udvari részén áll a vizsgálati fogház. Ezt 1977-ben megszüntették, helyére tervezőirodák kerültek. 1998 óta ismét vizsgálati fogházként működik.